# Chasse à la drogue
Pour plus de détails, voir Fiche technique et Distribution.
Chasse à la drogue (Caccia all'uomo) est un film italien réalisé par Riccardo Freda et sorti en 1961.

## Fiche technique
Sauf indication contraire, les informations mentionnées dans cette section peuvent être confirmées par la base de données cinématographiques IMDb,  présente dans la section « Liens externes ».
- Titre français : Chasse à la drogue[1]
- Titre original : Caccia all'uomo[2]
- Réalisation : Riccardo Freda
- Assistant à la réalisation : Valentino Trevisaneto
- Scénario : Marcello Coscia, Dino De Palma, Luciano Martino
- Photographie : Alessandro D'Eva (it)
- Montage : Otello Colangeli
- Musique : Marcello Giombini
- Décors : Piero Filippone
- Production : Mario Cecchi Gori
- Sociétés de production : Fair Film
- Pays de production :  Italie
- Langue de tournage : italien
- Format : Noir et blanc - 1,85:1 - Son mono - 35 mm
- Durée : 100 minutes (1h40)[2]
- Genre : Policier[1], poliziottesco
- Dates de sortie :
  - Italie : 23 décembre 1961
  - France : 26 septembre 1962[1]

## Distribution
- Eleonora Rossi Drago : Clara Ducci
- Yvonne Furneaux : Maria
- Umberto Orsini : Giovanni Maimonti
- Riccardo Garrone : Commissaire Nardelli
- Andrea Checchi : Inzirillo
- Giorgia Moll : Anna
- Alberto Farnese : Paolo
- Philippe Leroy : Mazzarò
- Fanfulla : Luigi Visconti
- Vincenzo Musolino : Pardino
- Aldo Bufi Landi : Baron Platania
- Franco Ressel : Le maître d'hôtel
- Giò Stajano : Gabriellino
- Peter Dane : Schultz
- Mario D'Auria : Filicudi
- Lyla Rocco
- Nando Angelini
- Franco Balducci
- Vera Besusso
- Mario Laurentino
- Silvana Corsini